# Lupinus villosus
Lupinus villosus är en ärtväxtart som beskrevs av Carl Ludwig von Willdenow. Lupinus villosus ingår i släktet lupiner, och familjen ärtväxter. Inga underarter finns listade i Catalogue of Life.

## Bildgalleri

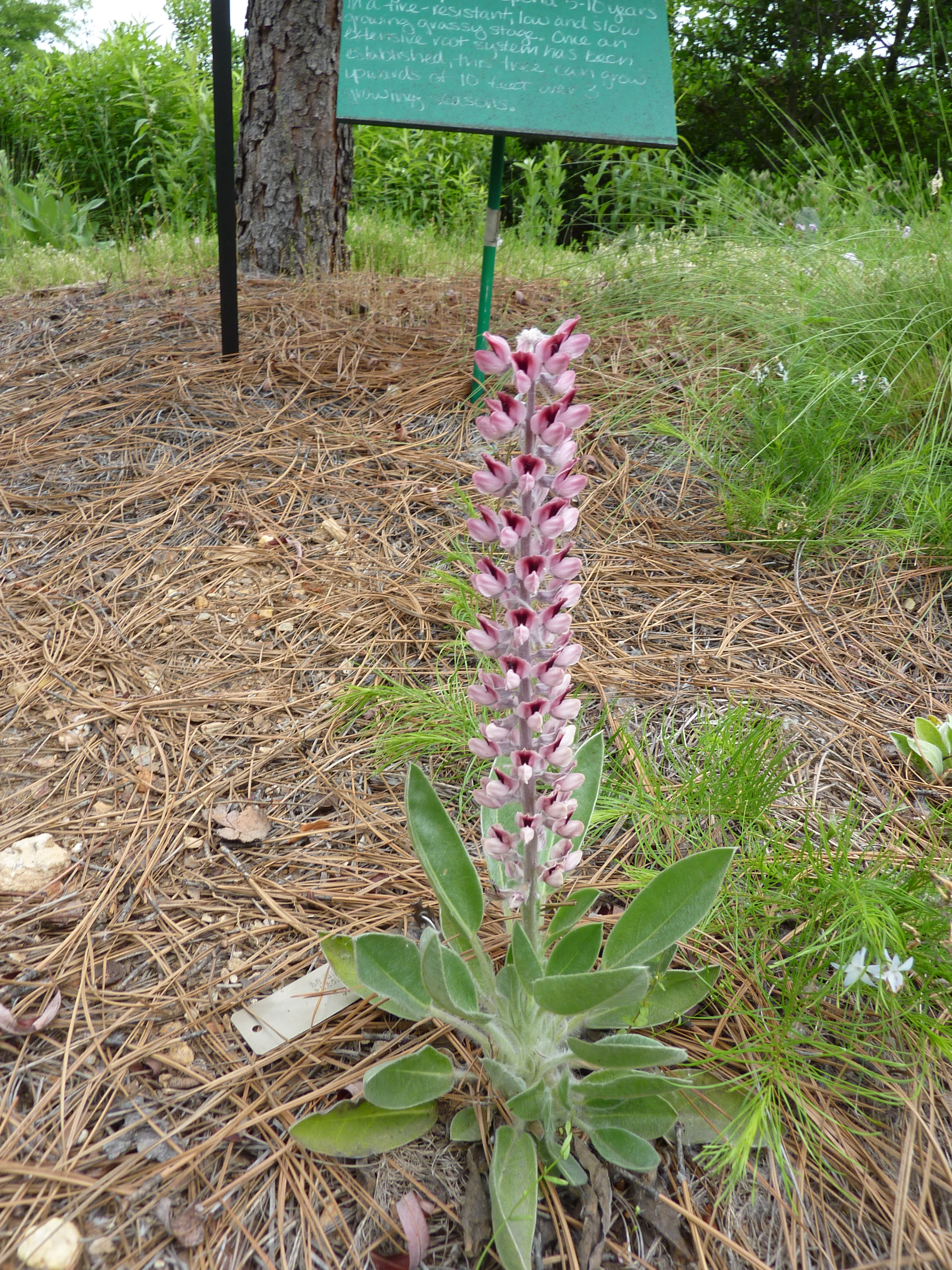